# Arméniens de Roumanie
En Roumanie, la communauté arménienne est présente depuis le Moyen Âge dans toutes les régions du pays, mais les deux plus importantes populations sont aujourd'hui celles de Bucarest et Constanța. 
La communauté était numériquement beaucoup plus importante par le passé, mais les mariages mixtes et l'assimilation aboutissent à ce que de plus en plus de citoyens d'ascendance arménienne se déclarent « roumains » aux recensements. 
Au recensement de 2011, le nombre de citoyens qui se sont affirmés « arméniens » est de 1 361. La plupart d'entre eux se réclament de l'église apostolique arménienne ou catholique, soit environ 20 000 fidèles en tout.

## Histoire
La présence arménienne dans les territoires de l'actuelle Roumanie et de son voisinage remonte à la période byzantine, avec des vagues d'immigration contemporaines de l'invasion mongole en Arménie en 1342, de la chute du royaume arménien de Cilicie en 1375, de celle de Constantinople în 1453, de celle de l'empire de Trébizonde en 1461 ou de celle de la principauté de Théodoros en 1475,,. Au XIVe siècle, les chroniqueurs génois notent que les ports de la région des bouches du Danube sont « peuplés de grecs, de bulgares, de valaques et d’hermins »,.
En Transylvanie, une ville entière, Gherla, alors Armenopolis (Հայաքաղաք - Hayakaghak) est bâtie par des Arméniens,, et dans les principautés danubiennes de Moldavie et de Valachie les communautés sont également anciennes et prospères. Très souvent elles bénéficient de privilèges, entretiennent des liens avec les pays voisins, affrètent des caravanes et des navires, ouvrent de grands caravansérails comme celui d'Emmanuel Marzayan (dit Manuc, 1769–1817) à Bucarest.
La dernière vague de peuplement arménien en Roumanie date des lendemains de la Première Guerre mondiale: il s'agit de rescapés du génocide arménien venus par la mer du Caucase ou de Syrie.

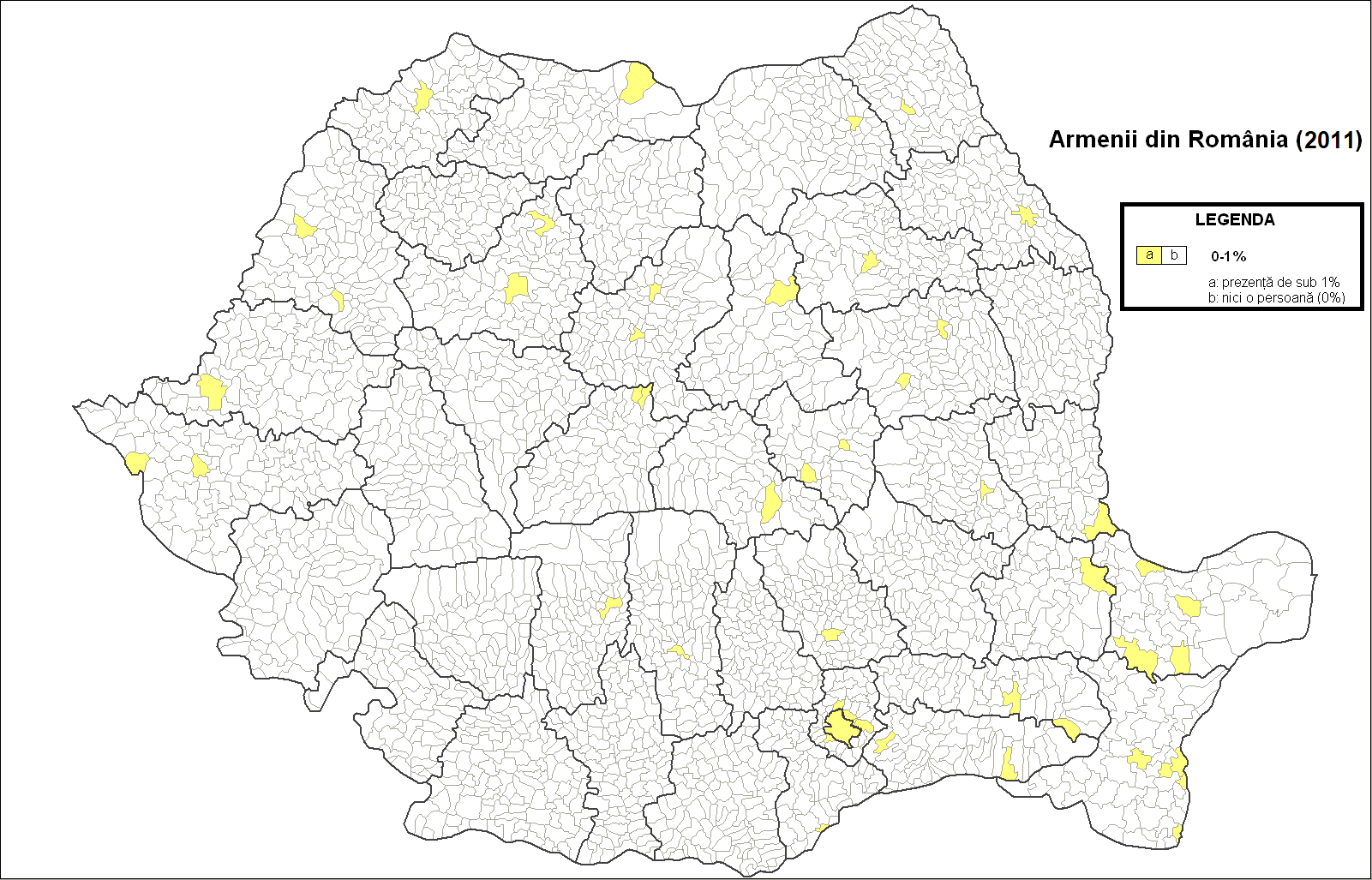
Les Arméniens de Roumanie en 2011.
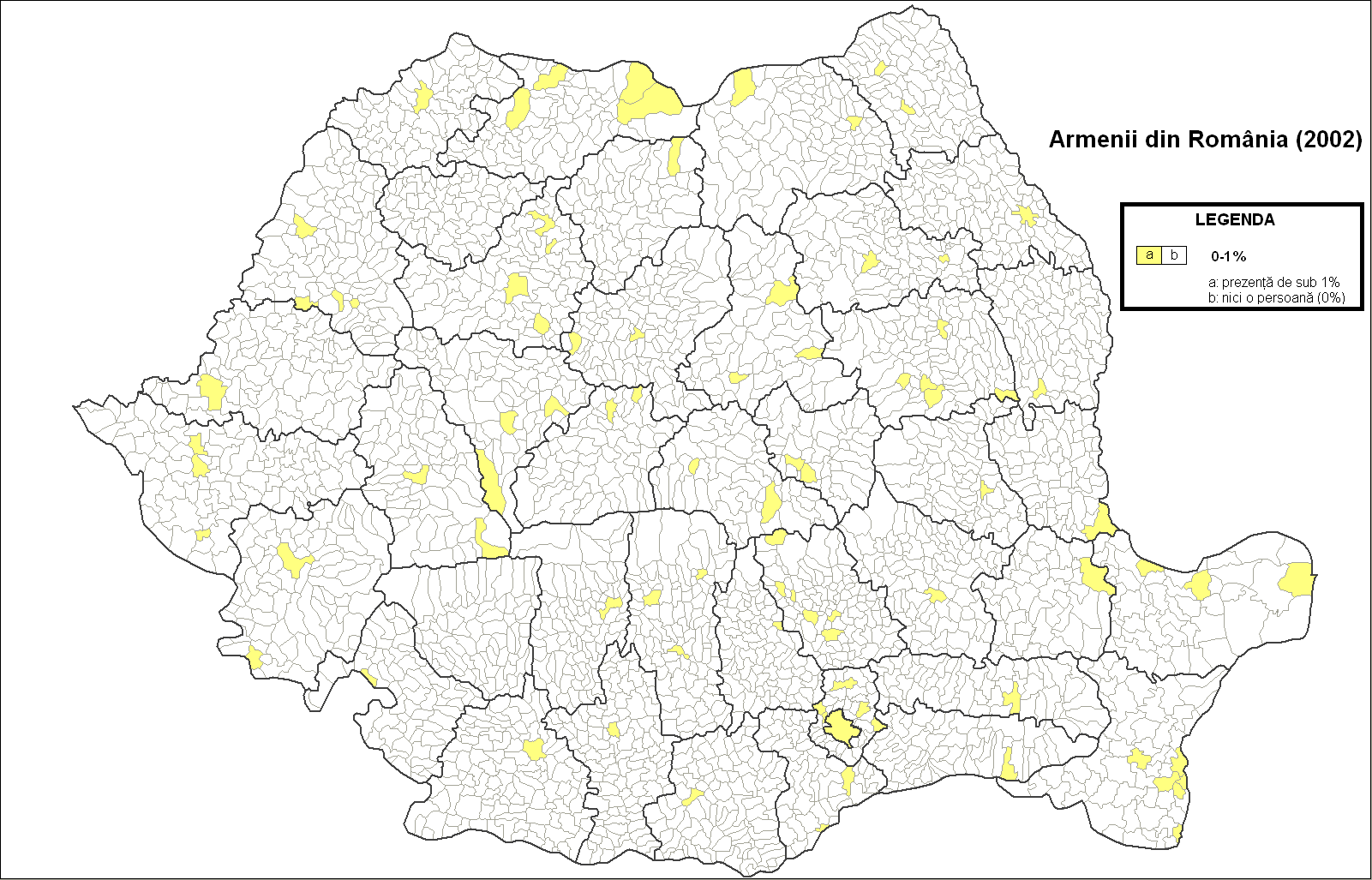
Les Arméniens de Roumanie en 2002.
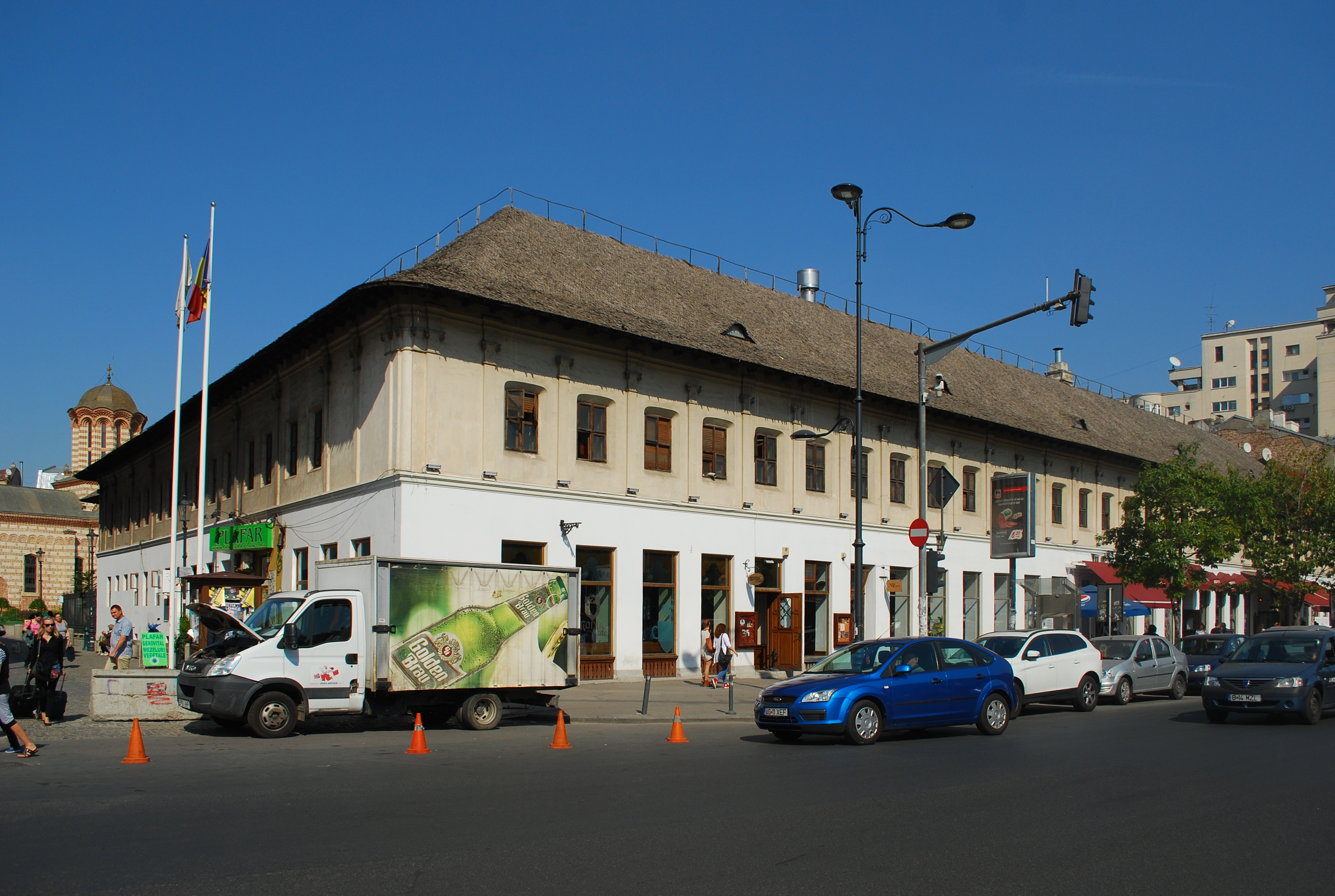
Caravansérail d'Emmanuel Mârzaian (bâti en 1808). Le traité de Bucarest (1812) y a été négocié et signé.
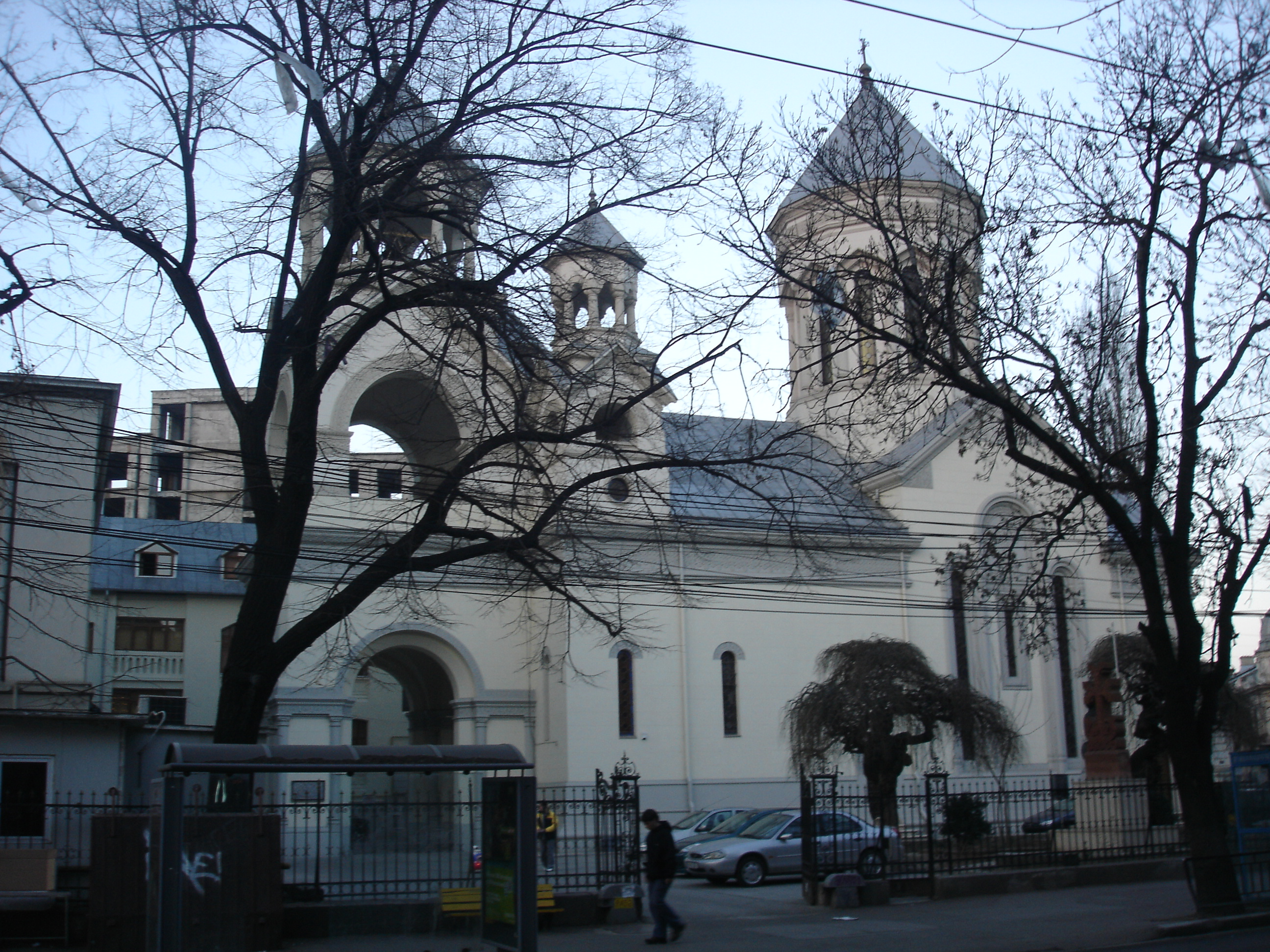
Cathédrale arménienne de Bucarest.
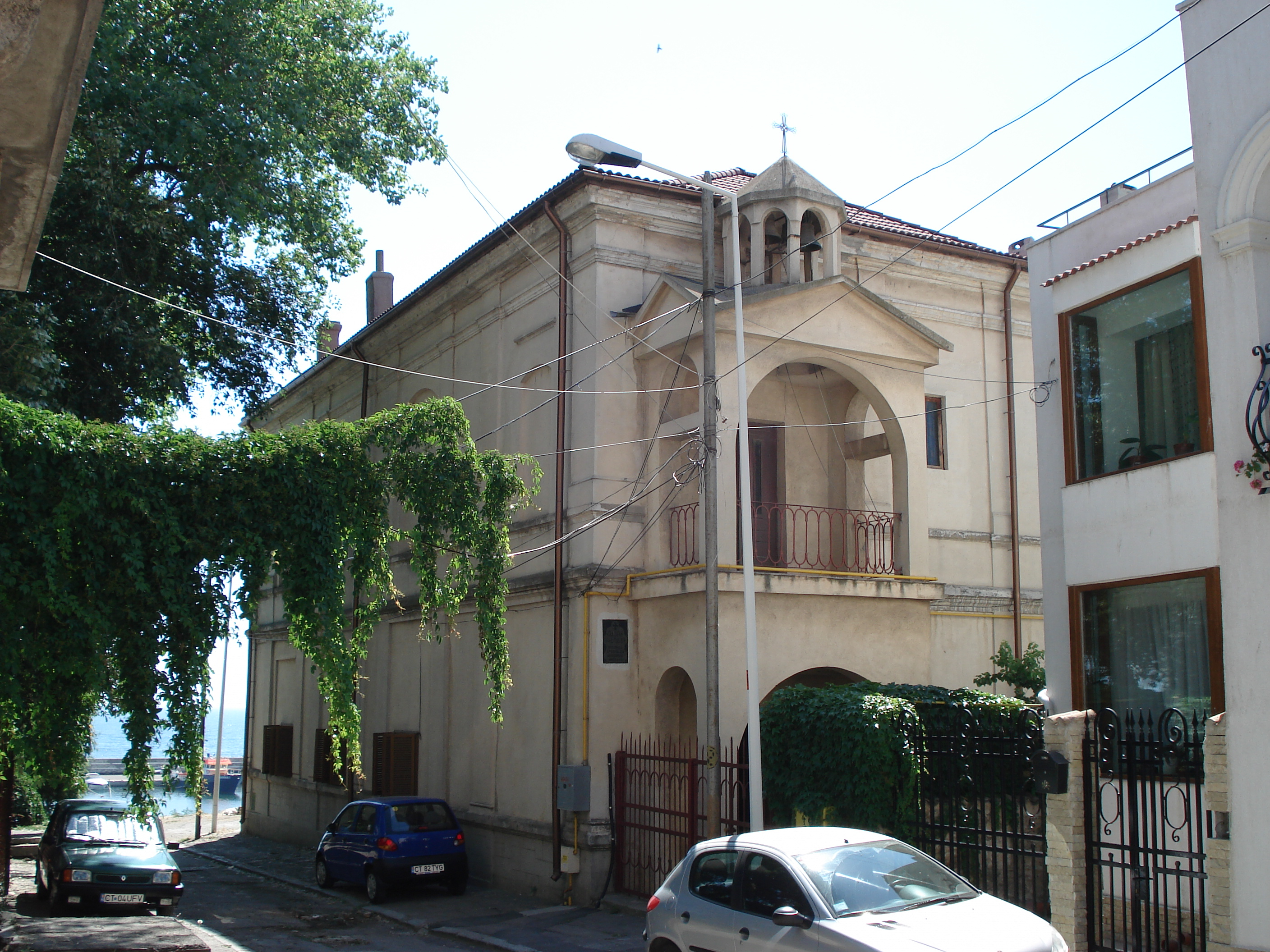
Église arménienne de Constanța.
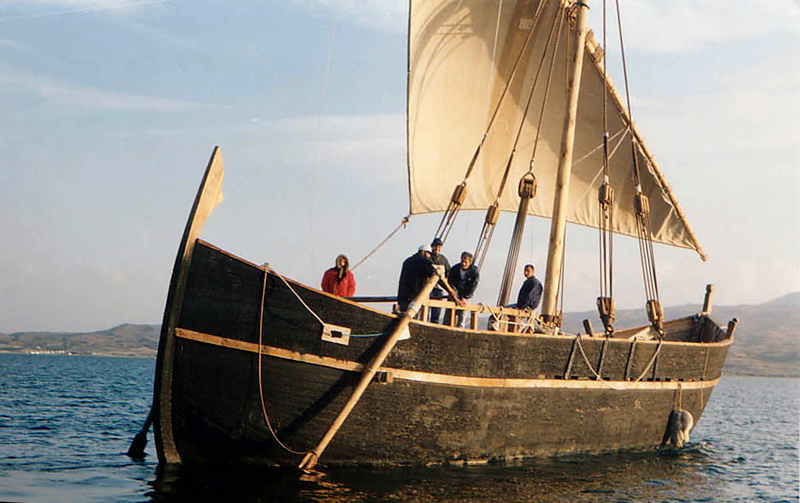
Mahonne arménienne Kilikia de la mer Noire reconstruite (ici sur le lac de Van).
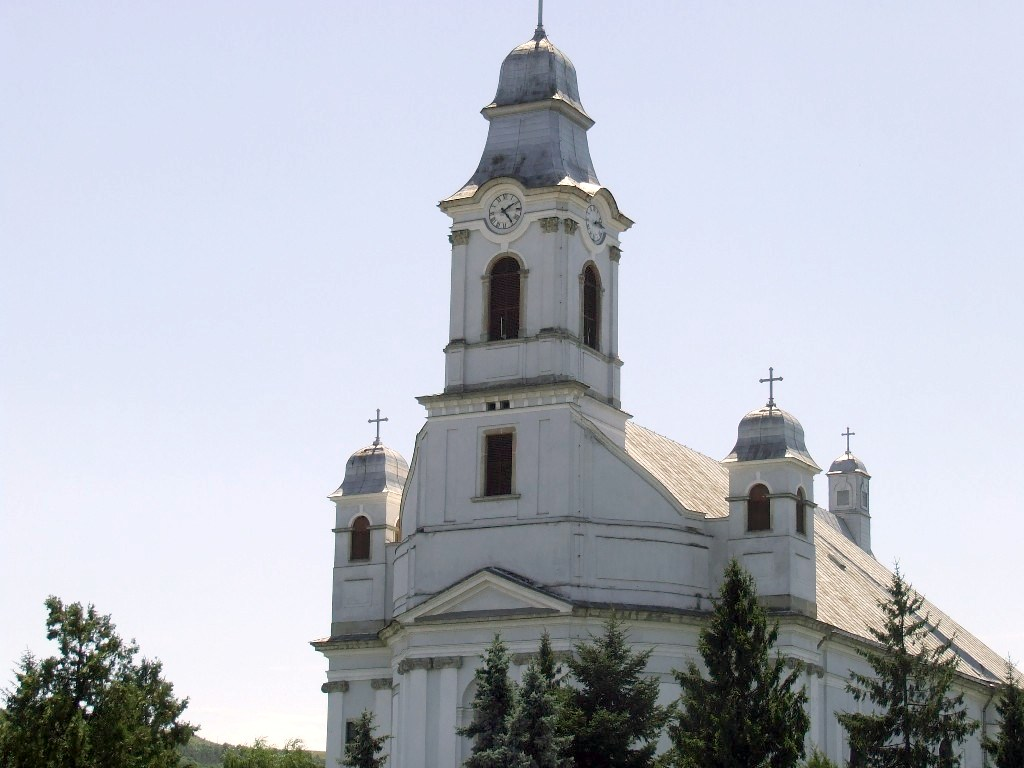
Cathédrale arménienne de Gherla (catholique).
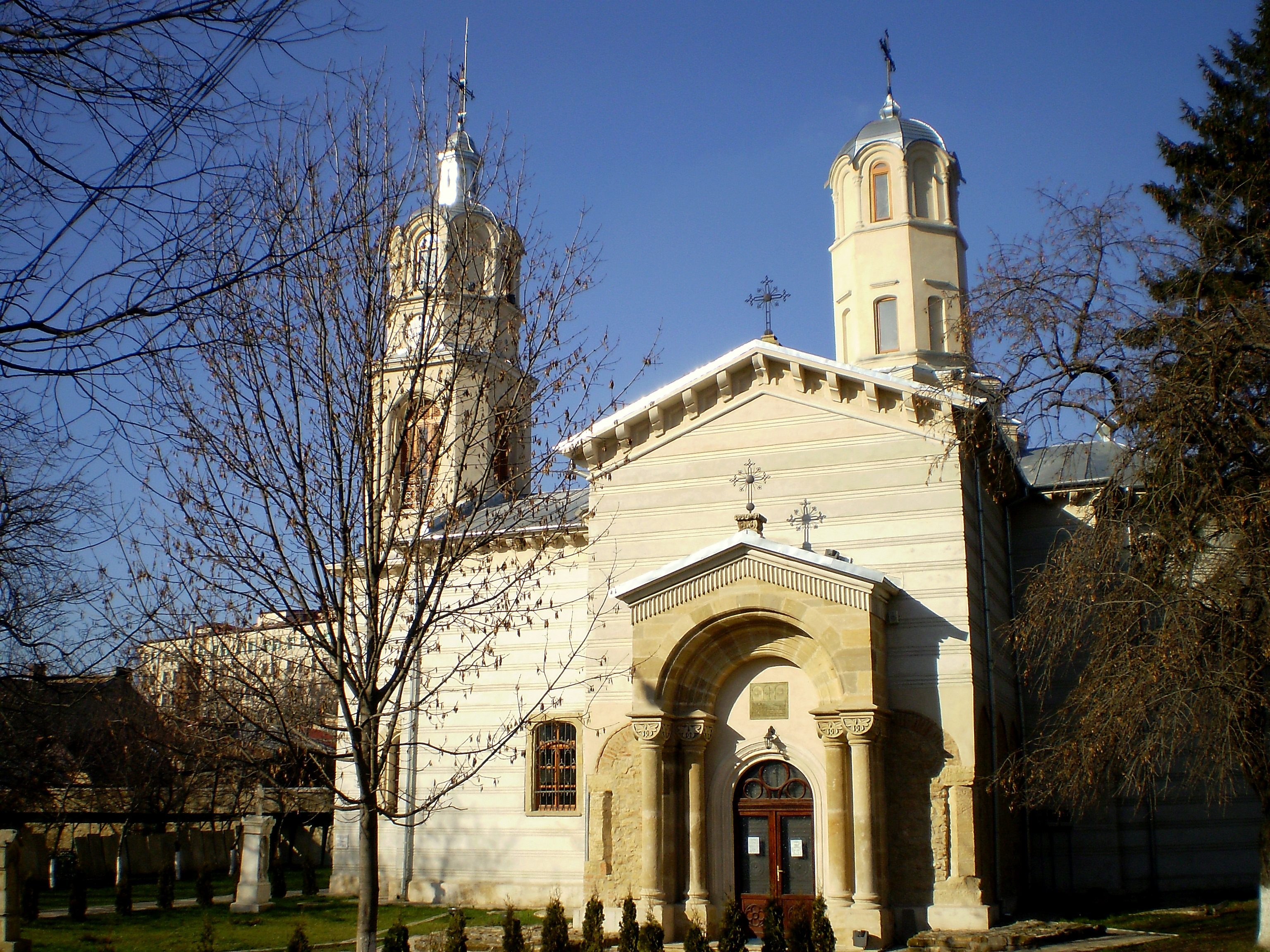
Église arménienne de Iași.

## Personnalités d'origine arménienne de Roumanie

### Prince de Moldavie
- Ioan II Voda - prince de Moldavie de 1572 à 1574

### Politiques
- Emmanuel Marzayan, dit Manouk Bey, diplomate et marchand arménien. Construction du caravansérail de Bucarest. A aussi été un prétendant au trône de Moldavie.
- Vasile Gh. Morțun - militant socialiste
- Virgil Madgearu - économiste et sociologue

### Scientifiques
- Spiru Haret - mathématicien et physicien
- Dimitrie Asachi - mathématicien
- Hakob Djololean Siruni - historien spécialiste de l'Empire ottoman (et traducteur des œuvres de Mihai Eminescu)

### Militaire
- Iacob Zadik - général de la Première Guerre mondiale

### Artistes
- Jeni (ro) et Haïk Acterian (en) - scénaristes, écrivains
- Gheorghe Asachi - journaliste, écrivain, acteur de la renaissance culturelle roumaine
- Hrant Avakian - peintre
- Anda Călugăreanu (ro) - actrice et chanteuse
- Capriel et Garbis Dedeian - jazzmen
- Garabet Ibrăileanu - critique littéraire
- Mihail Jora - compositeur
- Ervant Nicogosian - peintre
- David Ohanesian - ténor d'opéra
- Alexandru Tatos - metteur en scène
- Harry Tavitian - jazzman
- Krikor Zambaccian - fondateur du Musée Zambaccian

## Monuments arméniens en Roumanie
Liste non-exhaustive.

### Monuments religieux
- Cathédrale arménienne de Bucarest.
- Cathédrale de la Sainte-Trinité de Gherla.
- Monastère de Zamca (Suceava).
- Église Sainte-Croix des arméniens de Suceava.
- Église Saint-Siméon de Suceava.
- Église Sainte-Mère-de-Dieu de Roman.